# Asura Cryin'
Asura Cryin' (アスラクライン?, Asura Kurain) è una light novel scritta da Gakuto Mikumo e illustrata da Nao Watanuki e pubblicata a partire dal 10 luglio 2005 in quattordici volumi, da cui sono tratti anche un manga ed una serie televisiva anime.
L'anime è composto in due serie: la prima trasmessa a partire dal 2 aprile 2009 e la seconda dal 1º ottobre 2009.

## Trama
Tomoharu Natsume è un ragazzo che frequenta il primo anno di liceo e convive con il fantasma della sua amica d'infanzia Misao Minakami, deceduta in seguito ad un incidente aereo avvenuto tre anni prima di cui Tomoharu stesso è un sopravvissuto. Andando a frequentare il primo anno di liceo ottiene la possibilità di andare a vivere da solo in una nuova residenza detta Meiou-Tei. La sua vita viene però subito sconvolta dall'arrivo di una ragazza misteriosa vestita con abiti scuri che dice di chiamarsi Shuri Kurosaki che gli consegna una valigetta da parte del fratello Naotaka Natsume.
La presenza di questa valigetta attira l'attenzione di molti altri personaggi che si scontreranno proprio nel Meiou-Tei e lo scontro finisce solo quando Tomoharu apre la valigetta e scopre il suo contenuto misterioso.

## Personaggi

### Terzo consiglio studentesco
Tomoharu Natsume (夏目 智春?, Natsume Tomoharu)
Doppiato da: Miyu Irino
È il protagonista della storia chiamato anche "Tomo" dai suoi amici, può controllare l'Asura Machina Kurogane ed in seguito al contratto con Kanade Takatsuki può disporre anche del doughter Persephone.
Misao Minakami (水無神 操緒?, Minakami Misao)
Doppiata da: Haruka Tomatsu
È l'amica d'infanzia del protagonista che si manifesta come fantasma. In seguito si scoprirà che è la Burial Doll dell'Asura Machina Kurogane.
Kanade Takatsuki (嵩月 奏?, Takatsuki Kanade)
Doppiata da: Ai Nonaka
È un demone che diventa amico di Tomoharu Natsume e in seguito tramite un contratto con quest'ultimo nasce il daughter Persephone.
Ania Fortuna (アニア·フォルチュナ·ソメシェル·ミク·クラウゼンブルヒ?, Ania Foruchuna Somesheru Miku Kurauzenburuhi)
Doppiata da: Sayuri Yahagi
È una giovane e geniale ragazza demone affidata alle cure di Tomoharu per proteggerla dai cacciatori di demoni; è anche conosciuta come il demone della fortuna poiché è in grado di manipolare la fortuna o la sfortuna.
Shuri Kurosaki (黒崎 朱浬?, Kurosaki Shuri)
Doppiata da: Rie Tanaka
È la mentore (senpai) di Tomoharu, Misao e Kanade.
Takuma Higuchi (樋口 琢磨?, Higuchi Takuma)
Doppiato da: Hiro Shimono
È un amico di Tomoharu.
Tokiya Kagayaki (炫 塔貴也?, Kagayaki Tokiya)
Doppiato da: Shinji Kawada
È un amico di infanzia di Aki e Toru ed il principale antagonista della seconda serie.
Tohru Kitsutaka (橘高 冬琉?, Kitsutaka Tōru)
Doppiato da: Yuko Kaida
È il presidente del Terzo Consiglio Studentesco, fondato dai membri della Royal Dark Society.

### Primo consiglio studentesco
Reishiro Saeki (佐伯 玲士郎?, Saeki Reishirō)
Doppiato da: Shotaro Morikubo
È il presidente del Primo Consiglio Studentesco.
Reiko Saeki (佐伯 玲子?, Saeki Reiko)
Doppiata da: Kimiko Koyama
È la sorella minore di Reishiro ed il presidente di classe della classe di Tomoharu.
Aine Shizuma (志津間 哀音?, Shizuma Aine)
Doppiata da: Satomi Satō
È la cugina di Reishiro e Reiko, ed è come misao una Burial Doll.

### Secondo consiglio studentesco
Rikka Kurasawa (倉澤 六夏?, Kurasawa Rikka)
Doppiata da: Eri Kitamura
È il presidente del Secondo Consiglio Studentesco, che sovrintende i comitati nella scuola.
Shuu Mahiwa (真日和 秀?, Mahiwa Shū)
Doppiato da: Junji Majima
È il tesoriere del Secondo Consiglio Studentesco, anche lui in seguito a un contratto con un demone ha ottenuto un doughter.

### Unione degli studenti di Kantou
You Susugihara (雪原 瑶?, Susugihara Yō)
Doppiata da: Sayori Ishizuka
È l'handler di Shirogane.
Aki Kitsutaka (橘高 秋希?, Kitsutaka Aki)
Doppiata da: Hiromi Hirata
È la sorella di Toru e la precedente Burial Doll di Kurogane.
Haruna Chiyohara (千代原 はる奈?, Chiyohara Haruna)
Doppiata da: Reiko Takagi
È l'handler di Aenka e membro dei Guardian Dragons (GD).
Kyoumu Satomi (里見 恭武?, Satomi Kyōmu)
Doppiata da: Yoshinori Fujita
È l'handler di Bismuth.

## Media

### Light novel
La serie di light novel scritta da Gakuto Mikumo e illustrata da Nao Watanuki, è stata pubblicata da ASCII Media Works sotto l'etichetta Dengeki Bunko dal 10 luglio 2005 al 10 febbraio 2010 per un totale di 14 volumi.
| Nº | Giapponese 「Kanji」 - Rōmaji                             | Data di prima pubblicazione              | Data di prima pubblicazione |
| Nº | Giapponese 「Kanji」 - Rōmaji                             | Giapponese                               |                             |
| 1  |                                                           | 10 luglio 2005 ISBN 978-4-8402-3090-2    |                             |
| 2  | 「夜とUMAとDカップ」 - Yoru to UMA to Dī kappu            | 10 ottobre 2005 ISBN 978-4-8402-3179-4   |                             |
| 3  | 「やまいはきから」 - Yama i haki kara                     | 10 febbraio 2006 ISBN 978-4-8402-3308-8  |                             |
| 4  | 「秘密の転校生のヒミツ」 - Himitsu no tenkōsei no himitsu | 10 giugno 2006 ISBN 978-4-8402-3449-8    |                             |
| 5  | 「洛高アンダーワールド」 - Raku-kō andāwārudo             | 10 settembre 2006 ISBN 978-4-8402-3550-1 |                             |
| 6  | 「おしえて生徒会長!」 - Oshiete seito kaichō!             | 10 gennaio 2007 ISBN 978-4-8402-3685-0   |                             |
| 7  | 「凍えて眠れ」 - Kogoete nemure                           | 10 maggio 2007 ISBN 978-4-8402-3842-7    |                             |
| 8  | 「真夏の夜のナイトメア」 - Manatsu no yoru no naitomea    | 10 agosto 2007 ISBN 978-4-8402-3934-9    |                             |
| 9  | 「KLEIN Re-MIX」                                          | 10 dicembre 2007 ISBN 978-4-8402-4118-2  |                             |
| 10 | 「科學部カイメツ」 - Kagaku-bu kaimetsu                   | 10 giugno 2008 ISBN 978-4-04-867088-3    |                             |
| 11 | 「めぐりあい異世界」 - Meguriai isekai                    | 10 ottobre 2008 ISBN 978-4-04-867267-2   |                             |
| 12 | 「世界崩壊カウントダウン」 - Sekai hōkai kauntodaun       | 10 aprile 2009 ISBN 978-4-04-867763-9    |                             |
| 13 | 「さくらさくら」 - Sakura sakura                          | 10 novembre 2009 ISBN 978-4-04-868141-4  |                             |
| 14 | 「The Lost Files」                                        | 10 febbraio 2010 ISBN 978-4-04-868334-0  |                             |

### Manga
Un adattamento manga scritto da Gakuto Mikumo e disegnato da Ryō Akizuki, è stato serializzato sulla rivista mensile Dengeki Daioh dal 27 settembre 2008 al 27 settembre 2010. I vari capitoli sono stati poi raccolti in 4 volumi tankōbon pubblicati tra il 27 marzo 2009 e il 27 novembre 2010.
| Nº | Data di prima pubblicazione | Data di prima pubblicazione | Data di prima pubblicazione |
| Nº | Giapponese                  | Giapponese                  |                             |
| -- | --------------------------- | --------------------------- | --------------------------- |
| 1  | 27 marzo 2009               | ISBN 978-4-04-867715-8      |                             |
| 2  | 26 settembre 2009           | ISBN 978-4-04-868110-0      |                             |
| 3  | 27 marzo 2010               | ISBN 978-4-04-868506-1      |                             |
| 4  | 27 novembre 2010            | ISBN 978-4-04-868994-6      |                             |

### Anime
Un adattamento anime è stato prodotto dallo studio Seven Arcs, diretto da Keizou Kusakawa e trasmesso su AT-X dal 2 aprile al 25 giugno 2009 per un totale di 13 episodi.
Una seconda stagione, prodotta con lo stesso staff della precedente, andò in onda sempre su AT-X dal 1º ottobre al 24 dicembre 2009 per 13 episodi.

#### Episodi
| Nº                          | Giapponese 「Kanji」 - Rōmaji                                                        | In onda          | In onda |
| Nº                          | Giapponese 「Kanji」 - Rōmaji                                                        | Giapponese       |         |
| Asura Cryin' (13 episodi)   |                                                                                      |                  |         |
| 1                           | 「機巧魔神(アスラ・マキーナ)」 - Asura makīna                                        | 2 aprile 2009    |         |
| 2                           | 「未来に滅びるということ」 - Mirai ni horobiru to iu koto                            | 9 aprile 2009    |         |
| 3                           | 「科学の光が落とす影」 - Kagaku no hikari ga otosu kage                              | 16 aprile 2009   |         |
| 4                           | 「行き場を無くした想い」 - Ikiba wo nakushita omoi                                   | 23 aprile 2009   |         |
| 5                           | 「交わり合う心と身体」 - Majiwariau kokoro to karada                                 | 30 aprile 2009   |         |
| 6                           | 「闇の向こうに浮かぶ贄」 - Yami no mukō ni ukabu ikenie                              | 7 maggio 2009    |         |
| 7                           | 「無情な空に散った夢」 - Mujō na sora ni chitta yume                                 | 14 maggio 2009   |         |
| 8                           | 「災厄の王の末娘」 - Saiyaku no ō no suemusume                                       | 21 maggio 2009   |         |
| 9                           | 「存在するはずのない禁忌（きんき）の存在」 - Sonzai suru hazu no nai kinki no sonzai | 28 maggio 2009   |         |
| 10                          | 「刻の鎖につながれて」 - Kizamu no kusari ni tsunagarete                             | 4 giugno 2009    |         |
| 11                          | 「隣にいてくれる日常と非日常」 - Tonari ni itekureru nichijō to hinichijō            | 11 giugno 2009   |         |
| 12                          | 「世界が枯れるまで」 - Sekai ga kareru made                                          | 18 giugno 2009   |         |
| 13                          | 「呪われた罪人の烙印」 - Norowareta zainin no rakuin                                 | 25 giugno 2009   |         |
| Asura Cryin' 2 (13 episodi) |                                                                                      |                  |         |
| 1                           | 「消滅の世界と記憶の残骸」 - Shōmetsu no sekai to kioku no zangai                    | 1º ottobre 2009  |         |
| 2                           | 「悪魔に食われた副葬処女（べリアル·ドール）」 - Akuma ni kuwareta beriaru dōru       | 8 ottobre 2009   |         |
| 3                           | 「自由で不自由な選択肢」 - Jiyū de fujiyū na sentakushi                              | 15 ottobre 2009  |         |
| 4                           | 「生け贄の名を喚ぶ代償」 - Ikenie no na wo yobu daishō                               | 22 ottobre 2009  |         |
| 5                           | 「愛と魔力のせつない関係」 - Ai to maryoku no setsunai kankei                        | 29 ottobre 2009  |         |
| 6                           | 「君に捧ぐ真実」 - Kimi ni sasagu shinjitsu                                          | 5 novembre 2009  |         |
| 7                           | 「カイメツの刻 ショウメツの闇」 - Kaimetsu no toki shōmetsu no yami                  | 12 novembre 2009 |         |
| 8                           | 「思い出の消えた未来」 - Omoide no kieta mirai                                       | 19 novembre 2009 |         |
| 9                           | 「隣り合わせの死と平和」 - Tonariawase no shi to heiwa                               | 26 novembre 2009 |         |
| 10                          | 「残る命、散る命」 - Nokori inochi, chiru inochi                                     | 3 dicembre 2009  |         |
| 11                          | 「君への想いが世界を壊す」 - Kimi e no omoi ga sekai wo kowasu                       | 10 dicembre 2009 |         |
| 12                          | 「過去と因果と別れの絶望」 - Kako to inga to wakare no zetsubō                       | 17 dicembre 2009 |         |
| 13                          | 「選択の歯車」 - Sentaku no haguruma                                                 | 24 dicembre 2009 |         |